# Sarah Barnett
Sarah Barnett est une athlète australienne, née le 19 octobre 1975, adepte de la course d'ultrafond, spécialisée dans les courses de plusieurs jours.

## Biographie
Sarah Barnett est spécialisée dans les courses de plusieurs jours, notamment les 6 jours avec – entre autres – quatre participations aux 6 jours de France en 2012, 2015, 2016 et 2017,,.

## Records personnels
Statistiques de Sarah Barnett d'après la Deutsche Ultramarathon-Vereinigung (DUV) :
- 50 km piste : 5 h 54 min 3 s aux 24 h Sri Chinmoy Festival of Running d'Australie en 2004 (50 km split)

- 100 km piste : 13 h 11 min 48 s aux 24 h Sri Chinmoy Festival of Running d'Australie en 2004 (100 km split)
- 12 heures piste : 91,000 km aux 24 h Historical Village de Caboolture en 2010 (12 h split)
- 24 heures route : 166,404 km aux 24 h de Bernau en 2008
- 48 heures route : 259,104 km aux 6 et 10 jours Self-Transcendance de New-York en 2011 (48 h split)
- 6 jours route : 714,050 km aux 6 jours de Slottsskogen à Göteborg en 2009
- 10 jours route : 1 121,712 km aux 6 et 10 jours Self-Transcendance de New-York en 2012[4],[5]
- 3 100 miles : 50 j 3 h 55 min 8 s aux Self-transcendence 3100 Mile Race de New-York en 2014[6],[7]